# Ivan Polzunov

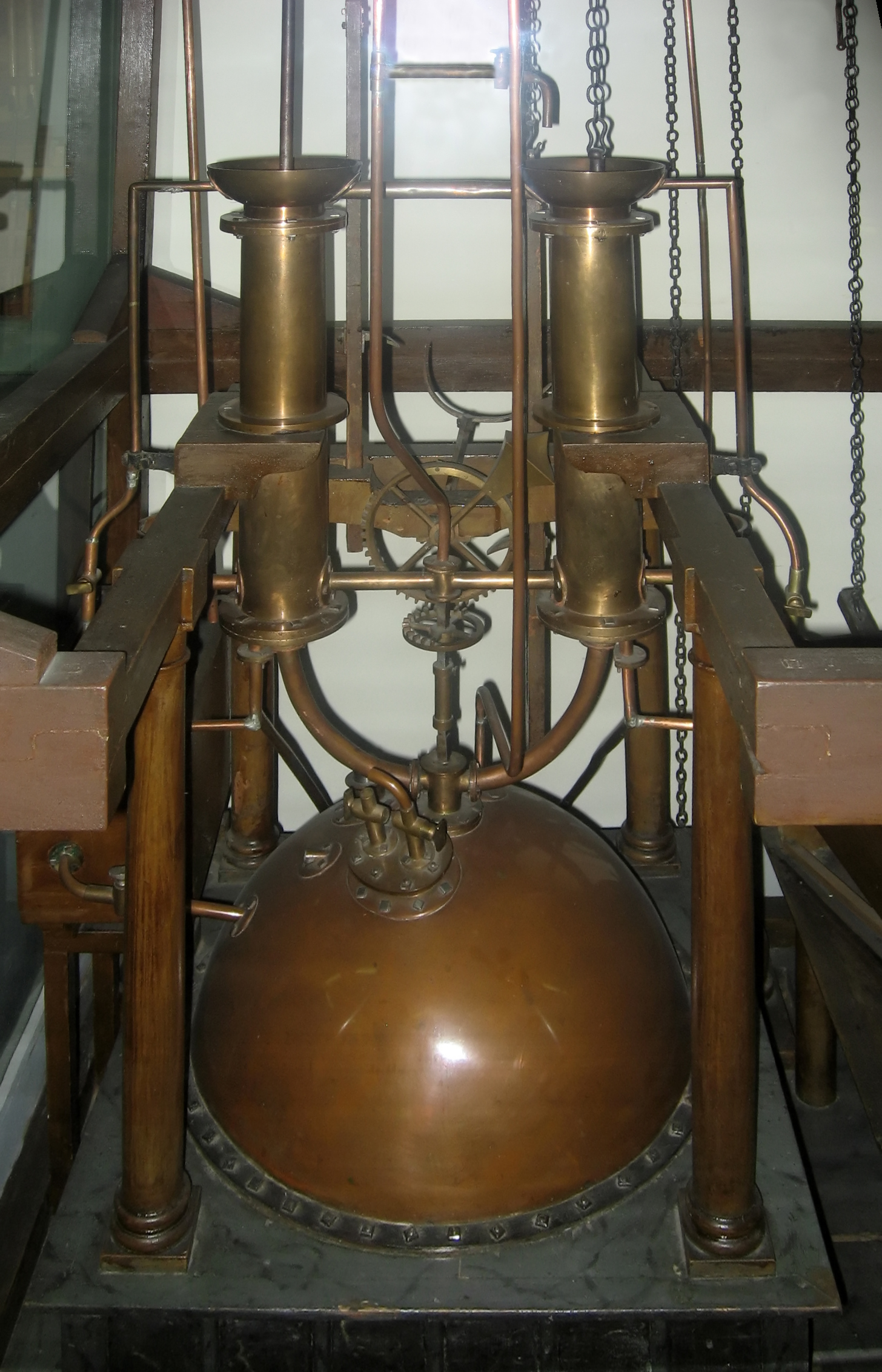
Model Polzunovova parního stroje

Ivan Ivanovič Polzunov (rusky Иван Иванович Ползунов), (14. března 1728, Jekatěrinburg — 27. května 1766, Barnaul) byl ruský mechanik, vynálezce dvoucylindrového parního stroje.
Pocházel z rodiny vojáka, v roce 1742 absolvoval hornické učiliště v Jekatěrinburgu, kde později pracoval v dílně Nikity Bachareva, od roku 1747 byl zaměstnancem měďných a stříbrných dolů v Barnaulu. Prostudoval práce Michaila Lomonosova o anglických výzkumech v oblasti využití páry a roku 1763 vyrobil první parní stroj v Rusku. Díky použití dvou cylindrů nebyl Polzunovův stroj závislý na stálém přísunu studené vody jako Newcomenův atmosferický parní stroj. Za svůj vynález byl povýšen na poručíka. V roce 1765 uvedl do provozu zdokonalený stroj o rekordním výkonu 32 koňských sil, který byl 18 metrů vysoký. O fungování tohoto stroje podává svědectví švédský vědec a cestovatel Erik Laxmann. O rok později však Polzunov zemřel na tuberkulózu, jeho stroj byl v chodu ještě tři měsíce, ale pak se pokazil a nikdo ho nedokázal opravit, správa dolů proto přešla na parní stroje anglického typu a Polzunovův vynález upadl v zapomnění.
Po Ivanu Polzunovovi je pojmenován kráter na odvrácené straně Měsíce a planetka 2771 Polzunov, jeho jméno nese také Altajská státní technická univerzita I. I. Polzunova v Barnaulu. V Rusku se nachází také řada Polzunovových soch a ulic pojmenovaných jeho jménem, barnaulský spisovatel Mark Judalevič o něm napsal životopisnou divadelní hru.